# Братская могила участников восстания на крейсере «Очаков»
Братская могила участников восстания на крейсере «Очаков» — монумент на месте захоронения участников восстания 1905 года на крейсере «Очаков». Братская могила: П. П. Шмидта, Н. Г Антоненко, А. И. Гладкова и С. П. Частника, расстрелянных на острове Березани 19 марта 1906 года. Находится в конце центральной аллеи на кладбище Коммунаров в Севастополе.

## Предыстория
В апреле 1917 года командующий Черноморским флотом адмирал А. В. Колчак приказал найти на острове останки революционеров и похоронить в Севастополе. 8 мая 1917 года на гидрокрейсере «Принцесса Мария» их доставили в город к Графской пристани, а затем в Покровский собор. 17 мая 1917 года в Севастополь прибыл военный министр Временного правительства А. Ф. Керенский посетил собор, положив на могилу П. П. Шмидта Георгиевский крест.

## Захоронение на кладбище Коммунаров
14 ноября 1923 года состоялось перезахоронение революционеров на кладбище Коммунаров. 22 января 1926 года на их могиле открыли мемориальную доску с надписью:
Здесь лежат вожди моряков Черноморского флота в ноябрьские дни 1905 года: лейтенант Шмидт, машинист Гладков, командор Антоненко и кондуктор Частник, расстрелянные правительством царя Николая II на острове Березани 6-19/III 1906.

### Памятник
В 1935 году по проекту архитектора В. К. Ретлинга вместо плиты установили памятник, в основу которого легло завещание Шмидта:
Если когда-нибудь в будущем город даст деньги на памятник, то положить скалу, вырезать на ней мою клятву. На скале бросить якорь (корабельный, настоящий) не сломанный, как это принято делать на памятниках, а целый якорь и воткнуть в скалу флагшток с красным флагом из жести.
Для сооружения монумента революционерам использовали памятник с могилы капитана 1 ранга Е. Н. Голикова, командира эскадренного броненосца «Князь Потёмкин-Таврический», убитого революционными моряками 14 июня 1905 года, гранит, что остался от строительства памятника Ленину, и камень, были конфискованы у частных имений.
В годы Великой Отечественной войны памятник получил повреждения, восстановлен в 1967 году с некоторыми изменениями (скульптор С. А. Чиж). На искусственной скале, которая покоится на основе в виде пятиконечной звезды, дополнительно установили два бронзовых рельефа — профильный портрет П. П. Шмидта и план Севастопольской бухты с восставшими кораблями. Венчает памятник флагшток с красным флагом.